# Euploea core
Euploea core är en fjärilsart som beskrevs av Pieter Cramer 1780. Euploea core ingår i släktet Euploea och familjen praktfjärilar. IUCN kategoriserar arten globalt som livskraftig. Inga underarter finns listade i Catalogue of Life.

## Bildgalleri

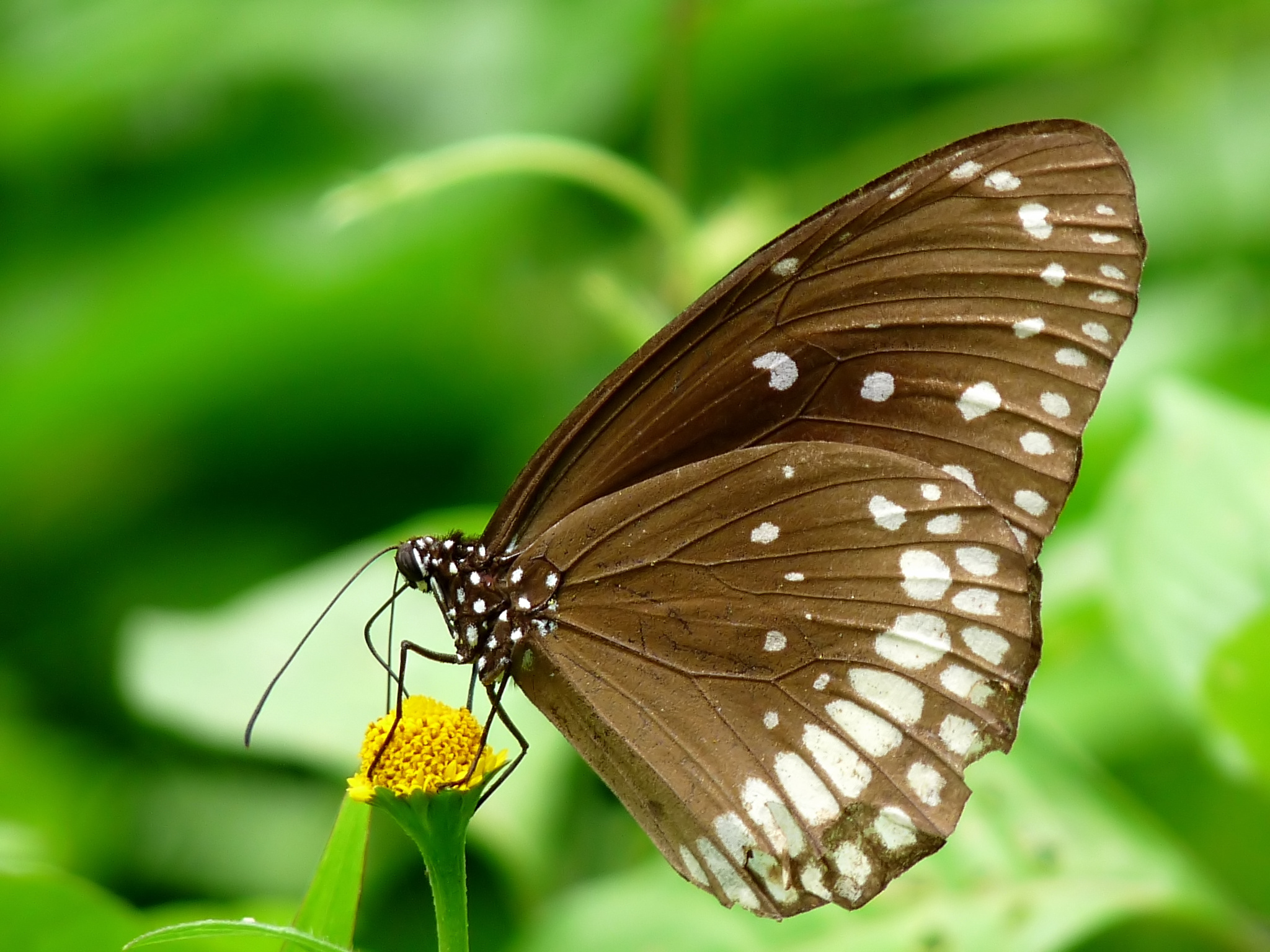
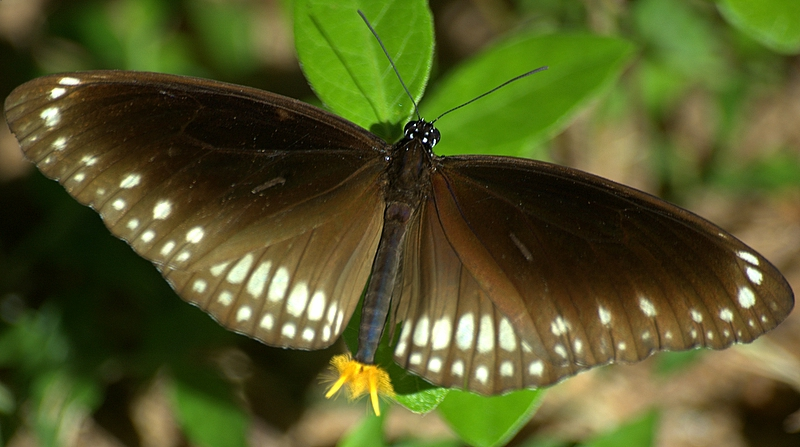
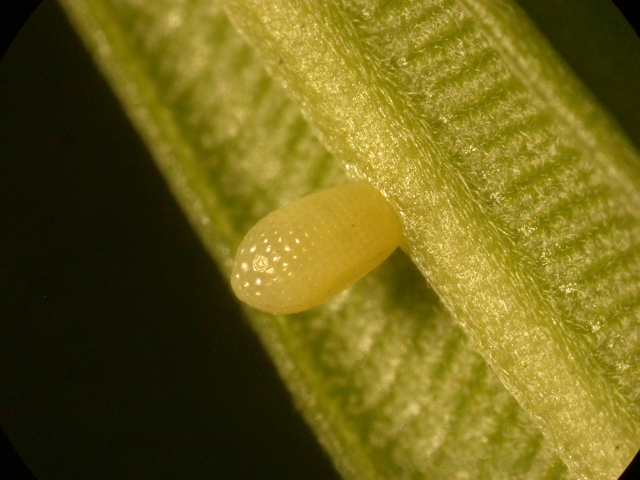
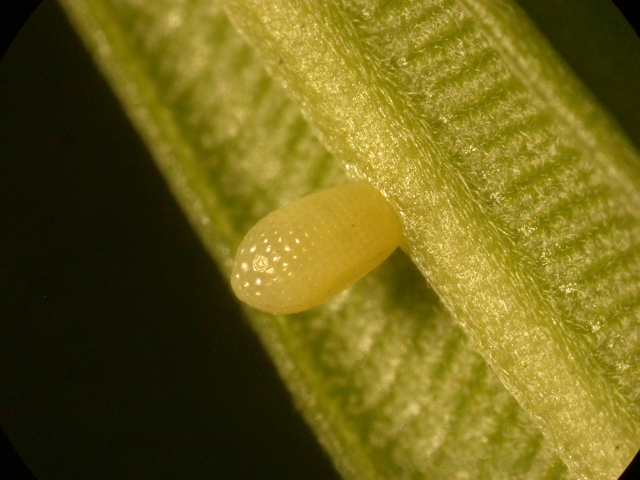
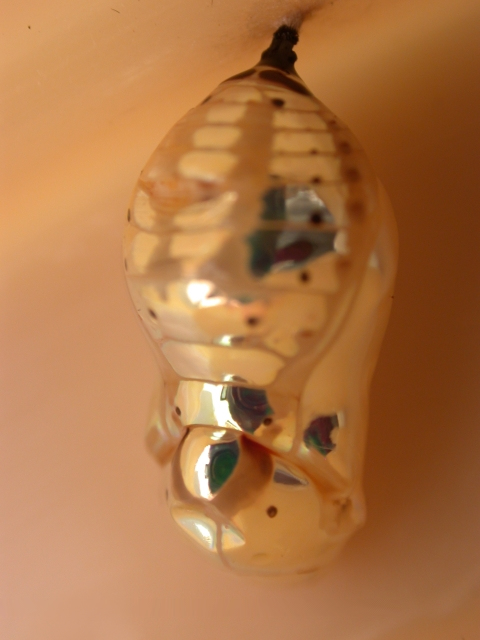
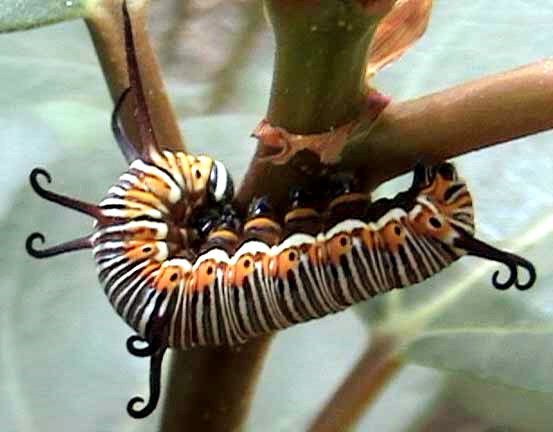
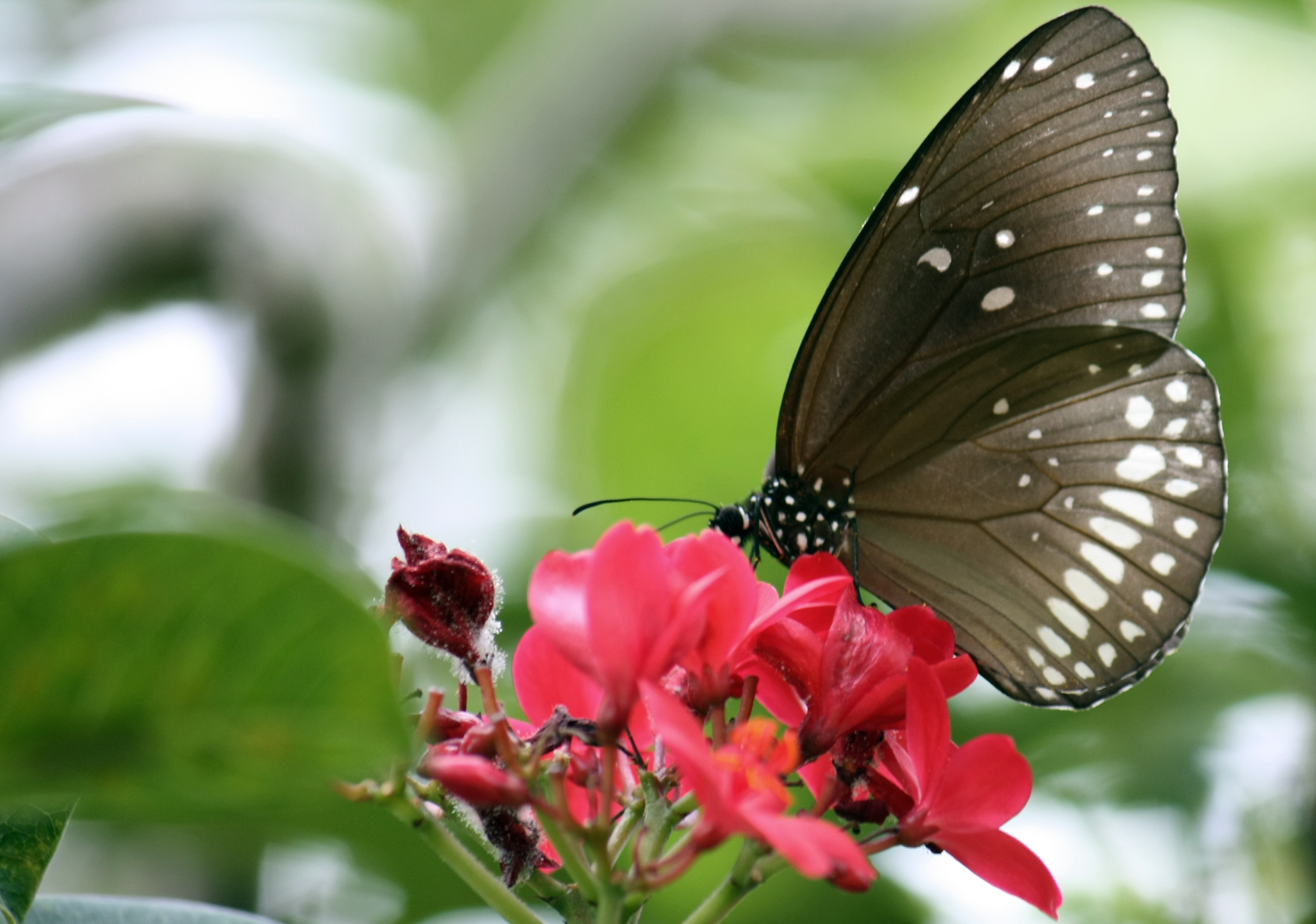